# Irvin S. Cobb
Pour les articles homonymes, voir Cobb.
Irvin S. Cobb est un écrivain, scénariste et acteur américain né le 23 juin 1876 à Paducah, Kentucky (États-Unis), mort le 11 mars 1944 à New York (États-Unis). Il est l'auteur de plus de 60 livres et 300 nouvelles.

## Filmographie

### Comme scénariste
- 1917 : The Fighting Odds
- 1921 : Boys Will Be Boys
- 1927 : Turkish Delight

### Comme acteur
- 1915 : The Arab, de Cecil B. DeMille : Touriste américain
- 1920 : Le Système du Docteur Ox (Go and Get It) de Marshall Neilan et Henry Roberts Symonds
- 1932 : An Old City Speaks : Narrator
- 1934 : Speaking of Relations
- 1934 : Nosed Out
- 1935 : La Fiesta de Santa Barbara : lui-même
- 1935 : Steamboat Round the Bend de John Ford : Captain Eli
- 1936 : Everybody's Old Man (en) de James Flood : William Franklin
- 1936 : Pepper de James Tinling : John Wilkes
- 1938 : Hawaii Calls d'Edward F. Cline : Capitaine O'Hare
- 1938 : The Arkansas Traveler : Town Constable
- 1938 : La Famille sans-souci (The Young in Heart), de Richard Wallace : Sénateur Albert Jennings